# Білорусь на зимових Олімпійських іграх 2014
Білорусь на зимових Олімпійських іграх 2014 року у Сочі представляли 26 спортсменів у 5 видах спорту.

## Медалісти
| Медаль | Спортсмен       | Вид      | Дисципліна                      | Дата      |
| ------ | --------------- | -------- | ------------------------------- | --------- |
| Золото | Дарія Домрачева | Біатлон  | переслідування (жінки)          | 11 лютого |
| Золото | Дарія Домрачева | Біатлон  | індивідуальна (жінки)           | 14 лютого |
| Золото | Алла Цупер      | Фристайл | повітряна акробатика (жінки)    | 14 лютого |
| Золото | Дарія Домрачева | Біатлон  | мас-старт (жінки)               | 17 лютого |
| Золото | Антон Кушнір    | Фристайл | повітряна акробатика (чоловіки) | 17 лютого |
| Бронза | Надія Скардіно  | Біатлон  | індивідуальна (жінки)           | 14 лютого |

## Біатлон
Спринт
| Змагання | Спортсмени          | Час     | Промахи | Місце |
| -------- | ------------------- | ------- | ------- | ----- |
| Чоловіки | Володимир Чепелін   | 25:49.7 | 0+1     | 29    |
| Чоловіки | Сергій Новиков      | 26:00.8 | 0+0     | 33    |
| Чоловіки | Євгеній Абраменко   | 26:55.0 | 1+1     | 56    |
| Чоловіки | Юрій Лядов          | 26:55.1 | 1+1     | 57    |
| Жінки    | Дарія Домрачева     | 21:38.6 | 1+0     | 9     |
| Жінки    | Надія Скардіно      | 21:50.9 | 0+0     | 17    |
| Жінки    | Настасія Дуборєзова | 22:29.7 | 0+1     | 34    |
| Жінки    | Людмила Калінчик    | 22:37.8 | 1+1     | 37    |

Переслідування
| Змагання | Спортсмени          | Час     | Промахи | Місце |
| -------- | ------------------- | ------- | ------- | ----- |
| Чоловіки | Володимир Чепелін   | 36:57.2 | 0+0+1+0 | 41    |
| Чоловіки | Сергій Новиков      | 38:59.5 | 0+1+1+1 | 50    |
| Чоловіки | Євгеній Абраменко   | 39:11.5 | 0+0+4+1 | 51    |
| Чоловіки | Юрій Лядов          | 39:46.2 | 1+1+0+2 | 56    |
| Жінки    | Дарія Домрачева     | 29:30.7 | 0+0+0+1 | 1     |
| Жінки    | Надія Скардіно      | 30:43.7 | 0+0+0+1 | 13    |
| Жінки    | Людмила Калінчик    | 32:54.9 | 0+0+0+2 | 33    |
| Жінки    | Настасія Дуборєзова | 41:01.8 | 1+4+4+3 | 56    |